# Accident d'un Antonov An-24 en Guinée équatoriale
L'accident d'un Antonov An-24 en Guinée équatoriale, également connu comme l'accident aérien de Baney, s'est produit le 16 juillet 2005, après qu'un Antonov An-24 de la compagnie aérienne Equatorial Express Airlines (en) s'est écrasé dans une forêt à flanc de montagne près de Baney (en), en Guinée équatoriale, peu après le décollage. L'accident a tué les 60 passagers et membres d'équipage à bord du vol.

## Avion
L'appareil exploité pour ce vol est un Antonov An-24B, immatriculé 3C-VQR, qui a effectué son premier vol en 1967. Il avait volé pour Aerolíneas de Guinea Ecuatorial (en) (AGE) à partir de février 2002.

## Accident
Le 16 juillet 2005, l'avion décolle de l'aéroport de Malabo sur un vol court-courrier à destination de l'aéroport de Bata, avec 54 passagers et 6 membres d'équipage à bord. Quelques minutes après le début du vol, l'avion s'incline brusquement et perd rapidement de l'altitude. Il percute ensuite la cime des arbres, sur une distance d'environ 800 m, et s'écrase finalement dans la jungle montagneuse près de Baney (en) à 22 h 0. L'épave de l'avion est retrouvée une heure plus tard. Aucun passager ou membre d'équipage n'a survécu.

## Victimes
Les rapports sont contradictoires concernant le nombre de personnes à bord de l'appareil au moment de l'accident. Selon la compagnie aérienne, le manifeste de vol indique 10 membres d'équipage et 35 passagers, tandis que des sources gouvernementales ont signalé que 60 personnes se trouvaient dans l'avion. Le nombre total de corps retrouvés sur le site de l'accident est de 60 passagers et membres d'équipage.

## Enquête
L'enquête révèle que la cause probable de l'accident est le fait que l'avion était surchargé au moment du décollage, l'Antonov An-24B n'ayant été construit que pour accueillir un maximum de 48 passagers et membres d'équipage à bord.